# Erik le Rouge (bande dessinée)
Erik le Rouge est une série de bande dessinée publiée dans Pif Gadget de 1976 à 1978. Réalisée par Eduardo Coelho au dessin et par Jean Ollivier au scénario, cette série s'inspire du personnage historique d'Erik le Rouge.

## Synopsis
S'inspirant de la saga d'Erik le Rouge, Jean Ollivier raconte le bannissement de Norvège d'Erik, exclu par le conseil de Hartland. Ollivier mêle étroitement la mythologie nordique aux aventures d'Erik puisque celui-ci est protégé par le dieu Thor et persécuté par Loki et Ægir.
Comme dans la saga, Erik vogue vers l'ouest avec ses compagnons, tel son ami Thorall le chasseur. Il finit par s'établir en Islande aux Rocs-Pointus où la petite communauté viking s'installe.
Mais son envie de voyager toujours plus à l'ouest ne s'éteint pas.

## Historique

### La création
À la suite de l'insuccès de leur série précédente Le Furet, Jean Ollivier et Eduardo Coelho renouent avec l'univers des vikings en créant Erik le Rouge en 1976. Ce personnage historique ne leur est pas inconnu car Erik le Rouge était déjà apparu dans les séries Biorn en 1968 et dans Ragnar en 1969 ; deux séries antérieures traitant également de l'univers des Vikings. Auparavant, Jean Ollivier a écrit un roman jeunesse L'Aventure viking en 1961, traitant de l'histoire d'Erik le Rouge.

### Une fin avortée
Cependant, Ollivier et Coelho ne peuvent pas prolonger la saga de l’explorateur viking car la série ne rencontre pas le succès escompté et est arrêtée rapidement dès 1977, après seulement neuf épisodes. Ainsi, dans la bande dessinée, alors qu'Erik est encouragé par Thor à quitter l'Islande et à naviguer toujours plus à l'ouest, le lecteur ne verra pas le héros découvrir le Groenland. Un dixième épisode, L’Étalon noir, paraît un an plus tard en 1978, mais c'est dans un numéro spécial du journal, destiné à l'export.

## Liste des publications dansPif Gadget
- Erik le Rouge (dessin), annonce du début de la série, no 396, 1976.
- Erik le Rouge (dessin), annonce du début de la série, no 397, 1976.

| no de publication   | Titre                   | Longueur                 | Date de publication |
| ------------------- | ----------------------- | ------------------------ | ------------------- |
| PG 398              | sans titre              | 12 planches + couverture | 11/10/1976          |
| PG 399              | sans titre              | 12 planches              | 18/10/1976          |
| PG 400              | sans titre              | 12 planches              | 25/10/1976          |
| PG 403              | sans titre              | 12 planches              | 15/11/1976          |
| PG 406              | Loki le malfaisant      | 12 planches              | 06/12/1976          |
| PG 410              | sans titre              | 12 planches              | 03/01/1977          |
| PG 422              | Le Jour de la baleine   | 8 planches               | 28/03/1977          |
| PG 430              | Les Pirates des Sudreys | 8 planches               | 23/05/1977          |
| PG 444              | L’Île de glace          | 9 planches               | 29/08/1977          |
| PG spécial export D | L’Étalon noir           | 8 planches               | 05/1978             |

## Publication en album
- Erik le Rouge 1, 2016 (album pirate[N 2])
  - Erik le Rouge[N 3] (récit paru dans Pif gadget n°398)
  - Le Banni[N 3] (récit paru dans Pif gadget n°399)
  - La Route des cygnes[N 3] (récit paru dans Pif gadget n°400)
  - Cap plein ouest[N 3] (récit paru dans Pif gadget n°403)
  - Loki le malfaisant
- Erik le Rouge 2, 2016 (album pirate)
  - La Quête de l'épée[N 3](récit paru dans Pif gadget n°410)
  - Le Jour de la baleine
  - Les Pirates des Sudreys
  - L'Île de glace
  - L'Étalon noir
  - Les Vikings devant Paris[N 4]

## Traductions
- Portugais : Erik O Vermelho, traduit et publié dans Mundo de Aventuras (pt) 2e série :
  - no 509, novembre 1983
  - no 564, 1er décembre 1985 (couverture inédite de Augusto Trigo)